# Syngonium neglectum
Syngonium neglectum är en kallaväxtart som beskrevs av Heinrich Wilhelm Schott. Syngonium neglectum ingår i släktet Syngonium och familjen kallaväxter. Inga underarter finns listade.